# Jamais entre amis
Pour plus de détails, voir Fiche technique et Distribution.
Jamais entre amis est une comédie romantique américaine réalisée par Leslye Headland et sortie en 2015.

## Synopsis
Jake et Lainey ont perdu ensemble leur virginité sur un coup de tête à l'université. Quand ils se recroisent 12 ans plus tard à New York, ils réalisent tous les deux qu'ils sont devenus des champions de l’infidélité. Prêts à tout pour trouver des solutions à leur problème, ils s'engagent dans une relation platonique sans tabous afin de s'entraider dans leur quête du véritable amour. 

## Fiche technique
- Titre : Jamais entre amis
- Titre original : Sleeping with Other People
- Réalisation : Leslye Headland
- Scénario : Leslye Headland
- Photographie : Ben Kutchins
- Montage : Paul Frank
- Décors : Amy Williams
- Costumes : Leah Katznelson
- Musique : Andrew Feltenstein et John Nau
- Producteur : Jessica Elbaum (en), Will Ferrell, Sidney Kimmel et Adam McKay
  - Coproducteur : Kathryn Dean, Mark Mikutowicz et Dylan Tarason
  - Coproducteur délégué : Leslye Headland
  - Producteur délégué : Matt Berenson, Jim Tauber, Carla Hacken et Bruce Toll
- Société de production : Gary Sanchez Productions, IM Global et Sidney Kimmel Entertainment
- Distributeur : La Belle Company et IFC Films
- Pays d'origine :  États-Unis
- Genre : Comédie romantique
- Durée : 101 minutes
- Date de sortie :
  - Belgique : 12 août 2015
  - France : 9 septembre 2015
  - États-Unis : 11 septembre 2015

## Distribution
- Jason Sudeikis (VF : Thierry Kazazian ; VQ : Tristan Harvey) : Jake Harper
- Alison Brie (VF : Chloé Berthier ; VQ : Émilie Bibeau) : Elaine "Lainey" Dalton
- Adam Scott (VF : Fabrice Josso ; VQ : Jean-François Beaupré) : Matthew Sobvechik
- Natasha Lyonne (VF : Isabelle Sempéré ; VQ : Annie Girard) : Kara
- Amanda Peet (VF : Nolwenn Korbell ; VQ : Isabelle Leyrolles) : Paula
- Jason Mantzoukas (VF : Xavier Fagnon ; VQ : Patrick Chouinard) : Xander
- Andrea Savage (VF : Aziliz Bourgès ; VQ : Camille Cyr-Desmarais) : Naomi, l'épouse de Xander
- Katherine Waterston : Emma, l'épouse de Matthew
- Adam Brody (VF : Alexandre Philip ; VQ : Sébastien Reding) : Sam
- Marc Blucas (VQ : Jean-Philippe Baril Guérard) : Chris
- Remy Nozik : George, l'amie de Kara
- Margarita Levieva (VF : Célia Asensio) : Hannah
- Ricky García : le portier

 Source et légende : version française (VF) sur RS Doublage et DVD Zone 2 ; version québécoise (VQ) sur Doublage.qc.ca